# Arja Uusitalo
Arja Uusitalo, född den 10 juli 1951 i Helsingfors, Finland. Bosatt i Sverige. Sverigefinsk författare.
Chefredaktör för tidskriften Liekki 1982-1985.